# Мандерсон-Вајт Хорс Крик (Јужна Дакота)
Мандерсон-Вајт Хорс Крик (енгл. Manderson-White Horse Creek) насељено је место без административног статуса у америчкој савезној држави Јужна Дакота.

## Демографија
По попису из 2010. године број становника је 626, што је 0 (0,0%) становника више него 2000. године.
| Група             | 2000.     | 2010.     |
| Белци             | 6 (1,0%)  | 10 (1,6%) |
| Афроамериканци    | 0 (0,0%)  | 0 (0,0%)  |
| Азијати           | 0 (0,0%)  | 0 (0,0%)  |
| Хиспаноамериканци | 11 (1,8%) | 23 (3,7%) |
| Укупно            | 626       | 626       |